# Bingoal Stadion
Das Bingoal Stadion, ursprünglich ADO Den Haag Stadion, ist ein Fußballstadion in der niederländischen Stadt Den Haag. Es ist Eigentum und Heimspielstätte des Fußballclubs ADO Den Haag. Die Anlage bietet Platz für 15.000 Zuschauer und wurde zur Saison 2007/08 offiziell eröffnet. Neben Fußball wird die Sportstätte auch für Feldhockey genutzt.

## Geschichte

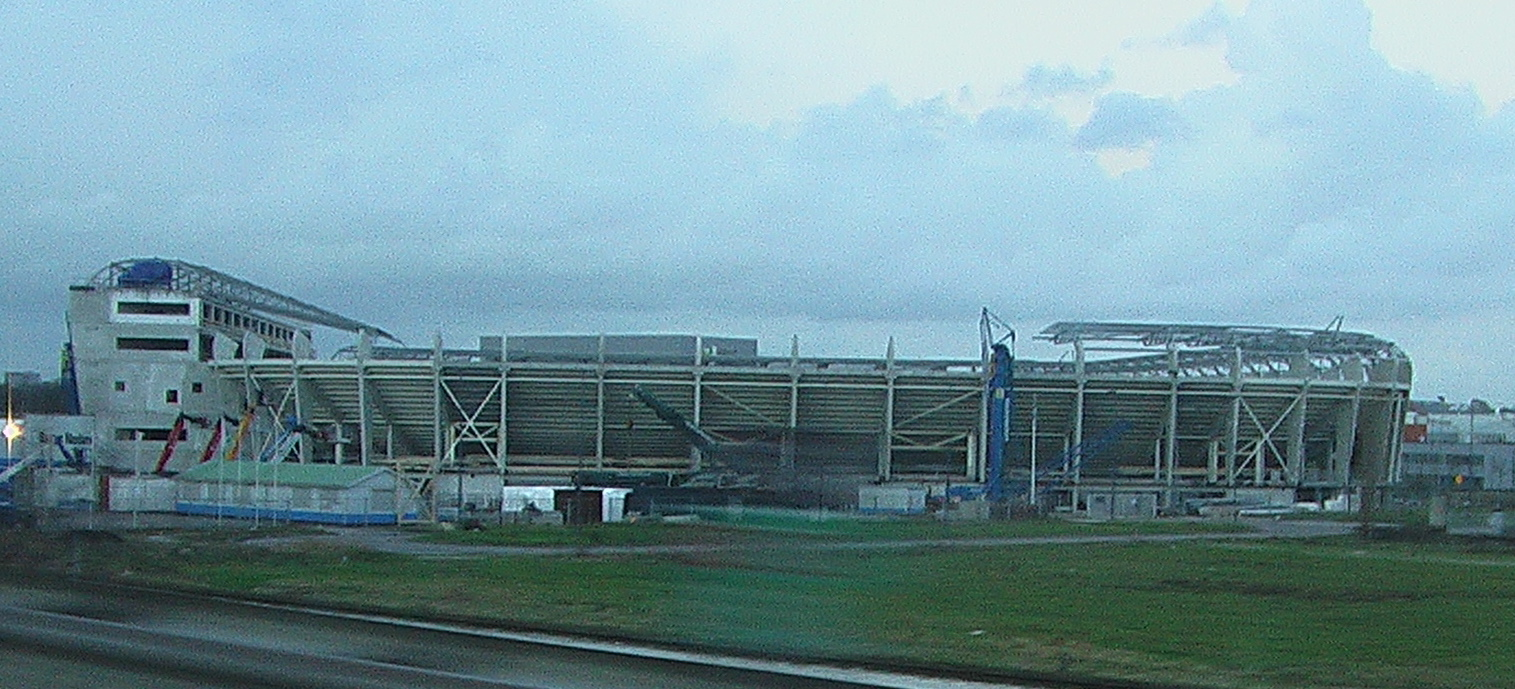
Das Stadion während der Bauphase im Dezember 2006

Am 23. November 2005 wurde im Industriegebiet „Forepark“ mit den Bauarbeiten begonnen. Die Fassade besteht komplett aus glänzendem Aluminium. Im jetzigen Zustand bietet das Stadion Platz für 15.000 Zuschauer, eine bauliche Erweiterung auf bis zu 30.000 Zuschauerplätze ist aufgrund der bewusst sehr geringen Bebauung rund um das Stadion möglich. Die Baukosten betrugen ca. 28 Mio. €.
Die Eröffnung des Stadions im englischen Stil fand am 28. Juli 2007 mit einem Freundschaftsspiel zwischen ADO Den Haag und einer Amateurauswahl der Haaglandenregion statt. Das Spiel gewann ADO Den Haag mit 5:0. Bis zu diesem Zeitpunkt trug ADO seine Heimspiele seit 1925 im 11.000 Zuschauer fassenden Zuiderparkstadion aus. Im Juni 2010 wurde ein mehrjähriger Vertrag über den Sponsornamen mit dem japanischen Bürokommunikationsunternehmen Kyocera abgeschlossen und die Spielstätte erhielt den Namen Kyocera Stadion. Im Mai 2017 bekam die Sportstätte einen neuen Sponsorennamen. Die Anlage wurde in Cars Jeans Stadion umbenannt, nach der Modemarke Cars Jeans.
Am 18. Februar 2022 riss der Sturm Eunice Teile der Dachverkleidung und Solarmodule von der Haupttribüne. Die Feuerwehr sperrte zum Schutz vor herabfallenden Trümmern die Straße um die Veranstaltungsstätte ab. Das Stadion musste evakuiert werden.
Im Juni 2022 erhielt das Stadion einen neuen Sponsorennamen. Der belgische Wettanbieter und Online-Casino Bingoal löste Cars Jeans ab. Mit Beginn der Saison 2022/23 trägt die Heimat von ADO Den Haag die Bezeichnung Bingoal Stadion. Der Vertrag hat zunächst eine Laufzeit von drei Jahren.

### Sicherheit

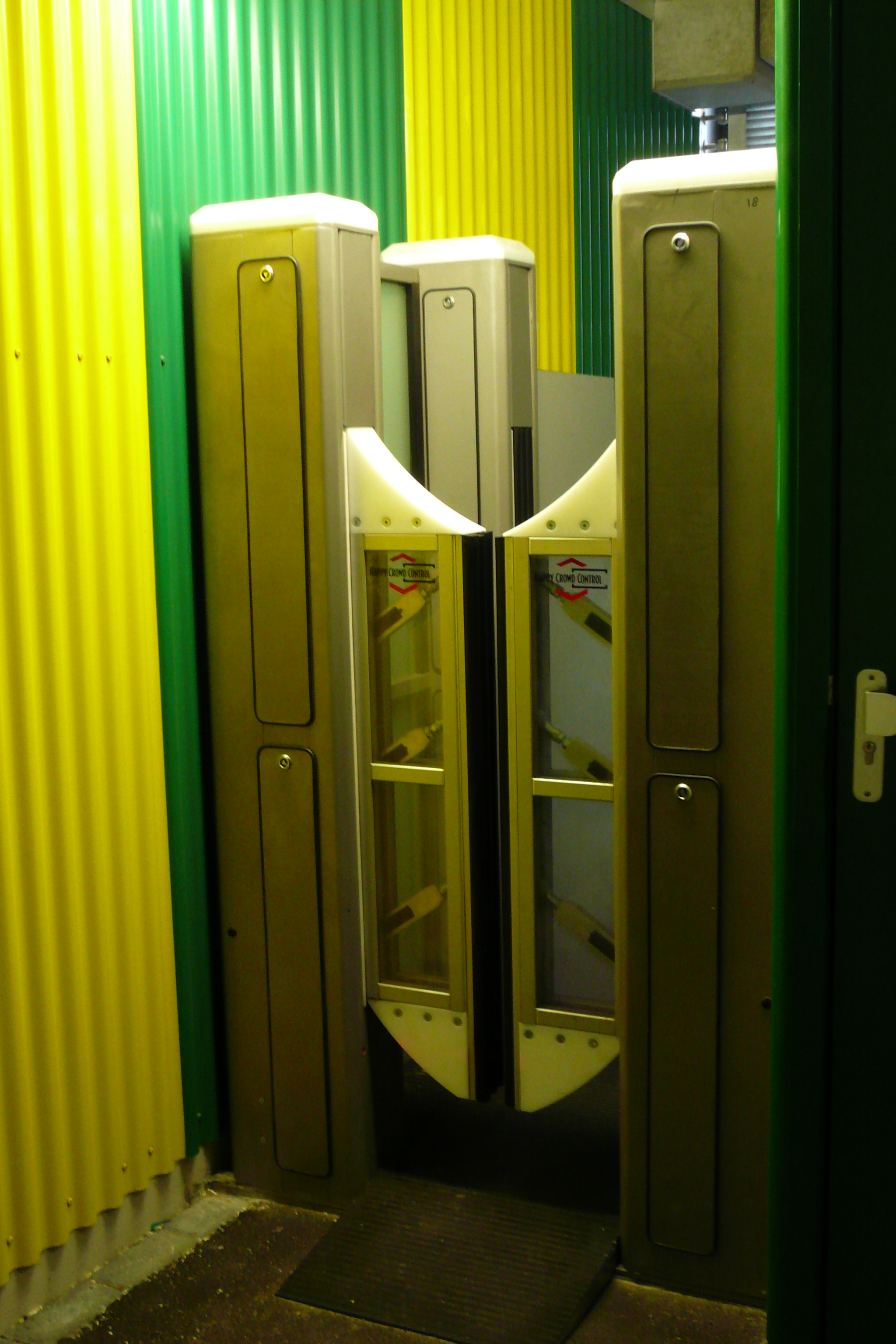
Happy Crowd Control

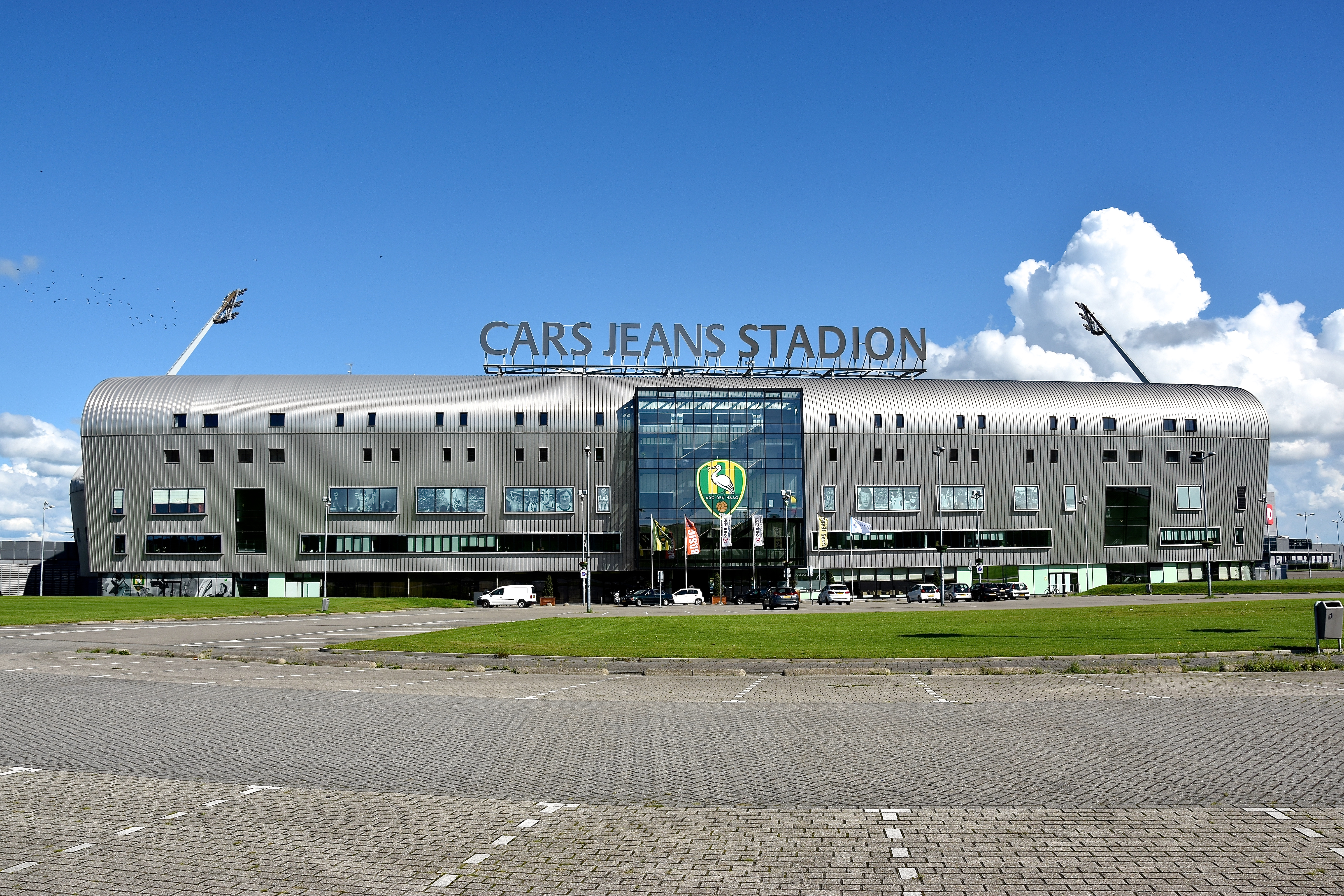
Das Stadion 2017 mit neuem Sponsorennamen

Das Bingoal Stadion gehört zu den sichersten Stadien der Welt. Eine Voraussetzung für den Architekten des Stadions war, dass sich kein Zaun zwischen Zuschauern und Spielfeld befinden soll. Aus diesem Grund ist das Spielfeld erhöht angelegt, die Zuschauerränge sind entsprechend angepasst; somit sind Spielfeld und Ränge durch einen Graben getrennt. Unter den Tribünen befindet sich somit eine Fläche, in der sich 12.000 Zuschauer während der Halbzeit frei bewegen und mit Snacks und Ähnlichem versorgen können. Die restlichen 3.000 Zuschauer werden im V.I.P.-Bereich bewirtet. Das Spielfeld selbst ist nur durch einen speziellen Gang zugänglich.
Im Eingangsbereich findet die Einlasskontrolle durch Happy-Crowd-Schleusen statt. Diese Schleusen machen von jedem einzelnen Zuschauer bei Betreten des Stadions ein biometrisches Foto des Gesichts. Weiterhin sind im gesamten Stadion 100 Kameras installiert, die Aufnahmen von den Zuschauern während des Spiels mit biometrischen Methoden machen.
Im August 2019 stürzte ein Teil des Daches im AFAS Stadion des AZ Alkmaar ein. Die Arena wurde gesperrt und der Verein trug vorübergehend seine Heimspiele im Cars Jeans Stadion aus.

## Feldhockey-Weltmeisterschaften 2014
Im Jahr 2014 werden die Hockey-Weltmeisterschaft der Herren und der Damen in Den Haag ausgetragen. Neben dem GreenFields Stadium war das Kyocera Stadion Hauptspielort der Weltmeisterschaften. Dafür wurde zuerst ein temporäres Hockeyspielfeld aus Kunstrasen verlegt. Nach den Weltmeisterschaften erhielt das Stadion einen Kunstrasen für die Spiele von ADO Den Haag.